# Joseph Treil
Joseph Treil est un riche bourgeois languedocien du XVIIIe siècle, membre fondateur de la famille noble française de Treil de Pardailhan.

## Biographie
Fils d'Antoine Treil et de Marguerite Roger, Joseph Treil nait en 1681 au hameau d'Ornac, à Mons-la-Trivalle. Il s'installe à Olargues, où il exerce quantité de métiers de négoce différents : prêteur, drapier, receveur des décimes, receveur des droits seigneuriaux et des dîmes de Jean-Louis de Balbes de Berton de Crillon, ou encore trésorier au chapitre de chanoines de Saint-Pons-de-Thomières. Cet ensemble d'activités lui permettent de considérablement s'enrichir, et en 1723, il achète une belle résidence située à Saint-Pons-de-Thomières, appartenant au baron François Joseph de Portes de Pardailhan.
De 1727 à 1738, en mariant ces filles à de riches bourgeois d'Albi, Saint-Pons et Clermont-l'Hérault, Joseph Treil va étendre son influence régionale. Deux de ses fils, Jean Antoine de Treil et Joseph II de  Treil, seront par ailleurs prélats de l'Église catholique, dont le premier sera même archidiacre de Saint-Pons. 
En 1750, Joseph Treil achète le titre anoblissant de secrétaire du roi à la Cour des aides de Montpellier. Il dédie ce titre anoblissant au premier degré à son héritier, François de Treil, devenu ainsi noble, et qu'il conserve ensuite vingt ans, avant de mourir, ce qui rend héréditaire l'acquisition de la noblesse par la famille. Cette même année 1750, Joseph Treil rachète à la famille de Portes de Pardailhan, la seigneurie de Pardailhan (comprenant le château de Pardailhan et celui de Pardailho), qu'il offre aussi à son héritier. Treize années plus tard, en 1763, il prend possession des seigneuries de La Caunette et d'Aigne, ainsi que le château des Pardailhan. Il confie ensuite ces terres à son héritier, en 1767,.
Joseph Treil meurt finalement le 14 mars 1779 à Olargues, laissant une famille de Treil de Pardailhan considérablement enrichie et devenue noble en une seule génération.

## Mariage
Joseph Treil épouse une petite bourgeoise de La Salvetat-sur-Agout, Marie Azaïs (1687-1764), en 1708 (ou 1702 selon les sources), dont :
- Marie-Anne de Treil (1709 - ?), mariée à Mathieu Pradier, inspecteur général du commerce ;
- Agathe de Treil (1712- ?), mariée à Jean-Pierre Delecouls ;
- Joseph II de Treil (1713 - 1787), chanoine à Saint-Pons-de-Thomières ;
- Jean-Antoine de Treil (1714 - 19 août 1805), archidiacre à Saint-Pons-de-Thomières ;
- François de Treil de Pardailhan (22 octobre 1715 - 25 septembre 1805), héritier de Joseph Treil, chef de la famille de Treil de Pardailhan et seigneur ;
- Monique de Treil (2 mai 1717 - 1763), mariée à Jean-Marie Amblard, ouvrier à la manufacture royale de Saint-Pons-de-Thomières ;
- Antoine de Treil de Lavallongue (1718 - 28 mai 1787), receveur de la chambre à sel de Castres ;
- Alexandre de Treil de Saint-Martial (1723 - 31 décembre 1759), officier au régiment de Custine[5].